# Joe Purcell
Joe Purcell (* 29. Juli 1923 in Warren, Bradley County, Arkansas; † 5. März 1987 in Benton, Arkansas) war ein US-amerikanischer Politiker (Demokratische Partei) und 1979 für wenige Tage kommissarisch Gouverneur des Bundesstaates Arkansas.

## Frühe Jahre und politischer Aufstieg
Purcell besuchte das Little Rock Junior College und später die University of Arkansas, wo er im Jahr 1952 sein juristisches Examen machte. Anschließend eröffnete er in Benton eine Kanzlei. Während des Zweiten Weltkriegs war er Soldat der US-Armee.
Zwischen 1955 und 1959 war er Anwalt der Stadt Benton und von 1959 bis 1966 war er in dieser Kommune städtischer Richter. Im Jahr 1967 wurde er als Nachfolger von Bruce Bennett Attorney General von Arkansas. Dieses Amt behielt er bis 1971. Im Jahr 1970 bewarb er sich erfolglos um das Amt des Gouverneurs.

## Aufstieg zum Gouverneur und weiterer Lebensweg
Purcell wurde 1974 zum Vizegouverneur von Arkansas gewählt. In den Jahren 1976 und 1978 wurde er in dieser Funktion bestätigt. Nach dem Rücktritt von Gouverneur David Pryor im Januar 1979 musste er dessen restliche Amtszeit von sechs Tagen beenden. Somit amtierte er zwischen dem 3. und 9. Januar 1979 als Gouverneur von Arkansas. Dann übergab er das Amt an den neu gewählten Gouverneur Bill Clinton, dessen Vizegouverneur Purcell bis 1981 blieb. Im parteiinternen Wahlkampf zuvor war er gegen Clinton unterlegen. Im Jahr 1982 unternahm er nochmals einen vergeblichen Versuch, in das Amt des Gouverneurs gewählt zu werden. Danach zog er sich nach Benton zurück, wo er im März 1987 verstarb.